# Cityjet
Cityjet är ett irländskt flygbolag baserat i Dublin. Sedan 2017 har Cityjet rört sig från linjetrafik och har istället fokuserat på charter och leasing av flygplan och personal.
Flygbolaget bildades den 28 september 1992 och inledde linjetrafik den 12 januari 1994. Bolaget grundades av Pat Byrne och startade sin verksamhet med en linje mellan London City Airport och Dublin Airport enligt ett franchiseavtal med Virgin Atlantic Airways. Den 4 juli 1997 övergick Cityjet till att flyga rutten under eget namn, med Saab 2000-flygplan. Efter att ha blivit uppköpt av Air France i februari 2002 såldes Cityjet till det tyska investmentbolaget Intro Aviation i maj 2014. I mars 2016, efter att Cityjet kontrakterats för att utföra ett stort antal flygningar för SAS räkning, köpte grundaren Pat Byrne tillsammans med en grupp privata investerare ut Cityjet från det tyska bolaget.
Den 21 april 2020 begärdes Cityjets svenska och finska dotterbolag i konkurs. Konkursen medförde att CityJet, som underleverantör till SAS, inte kunde utnyttja fem Bombardier CRJ 900 för sin trafik. Dock så var cirka 90% av SAS flygplansflotta tagen ur trafik på grund av Coronaviruspandemin 2019–2021.

## Flotta
Den 1 januari 2022 bestod Cityjets flotta av följande flygplan:
| Flygplan          | Antal | Order | Passagerare | Noteringar                         |  |
| ----------------- | ----- | ----- | ----------- | ---------------------------------- |  |
| Bombardier CRJ900 | 22    | -     | 90(88)      | 18 Flygs för Scandinavian Airlines |  |
| Totalt            | 22    | 0     |             |                                    |  |